# Troickoje (rejon bagański)
Troickoje (ros. Троицкое) – wieś (sieło) w Rosji, w obwodzie nowosybirskim, w rejonie bagańskim. W 2021 liczyła 66 mieszkańców.